# Wustermark
Wustermark est une commune allemande de l'arrondissement du Pays de la Havel, dans le Land de Brandebourg.

## Géographie
Wustermark se situe sur le plateau de Nauen, un paysage morainique à environ 30 kilomètres l'ouest du centre de Berlin. À proximité immédiate se trouve la réserve naturelle de la lande de Döberitz (Döberitzer Heide), un ancien terrain d'entraînement militaire acheté en 2004 par la fondation Heinz Sielmann. 
Wustermark est le siège de l'Union des églises évangéliques libres en Allemagne.

### Quartiers
La commune actuelle de Wustermark comprend cinq quartiers, composés principalement de plusieurs villages, lieux-dits et zones résidentielles :
| - Buchow-Karpzow : - Buchow - Karpzow - Elstal : - Elstal (lotissements des cheminots) - Olympisches Dorf - Hoppenrade : - Hoppenrade (village) - Hoppenrade Ausbau | - Priort - Wustermark : - Dyrotz - Dyrotz-Luch - Wernitz - Wustermark (village) |

### Communes limitrophes
| Nauen        | Brieselang | Falkensee        |
| Ketzin/Havel | Wustermark | Dallgow-Döberitz |
|              | Potsdam    |                  |

## Histoire
Le lieu de Wustermark dans la marche de Brandebourg est mentionné pour la première fois en 1212. Le village est issu de la colonisation germanique du XIIe siècle lancé par le margrave Albert l'Ours dans les pays des Slaves (« Wendes »).
Le bourg est un carrefour des routes commerciales en provenance de Berlin et du Brandebourg. En 1871, la gare de Wustermark est l'un des premiers arrêts de la ligne de chemin de fer de Berlin à Lehrte. La gare de triage, ouverte en 1909, est pendant de nombreuses années l'un des pôles de fret les plus importants de la région de Berlin.
L'ancienne municipalité de Dyrotz fusionne en janvier 1958 avec Wustermark. Wernitz fusionne le 27 septembre 1998. Le 31 décembre 2002 s'ajoutent Buchow-Karpzow, Elstal, Hoppenrade et Priort. La commune actuelle est formée dans le cadre d'une réforme municipale avec effet au 31 décembre 2002 à partir des communes de Buchow-Karpzow, Elstal, Hoppenrade, Priort et Wustermark.

## Village olympique

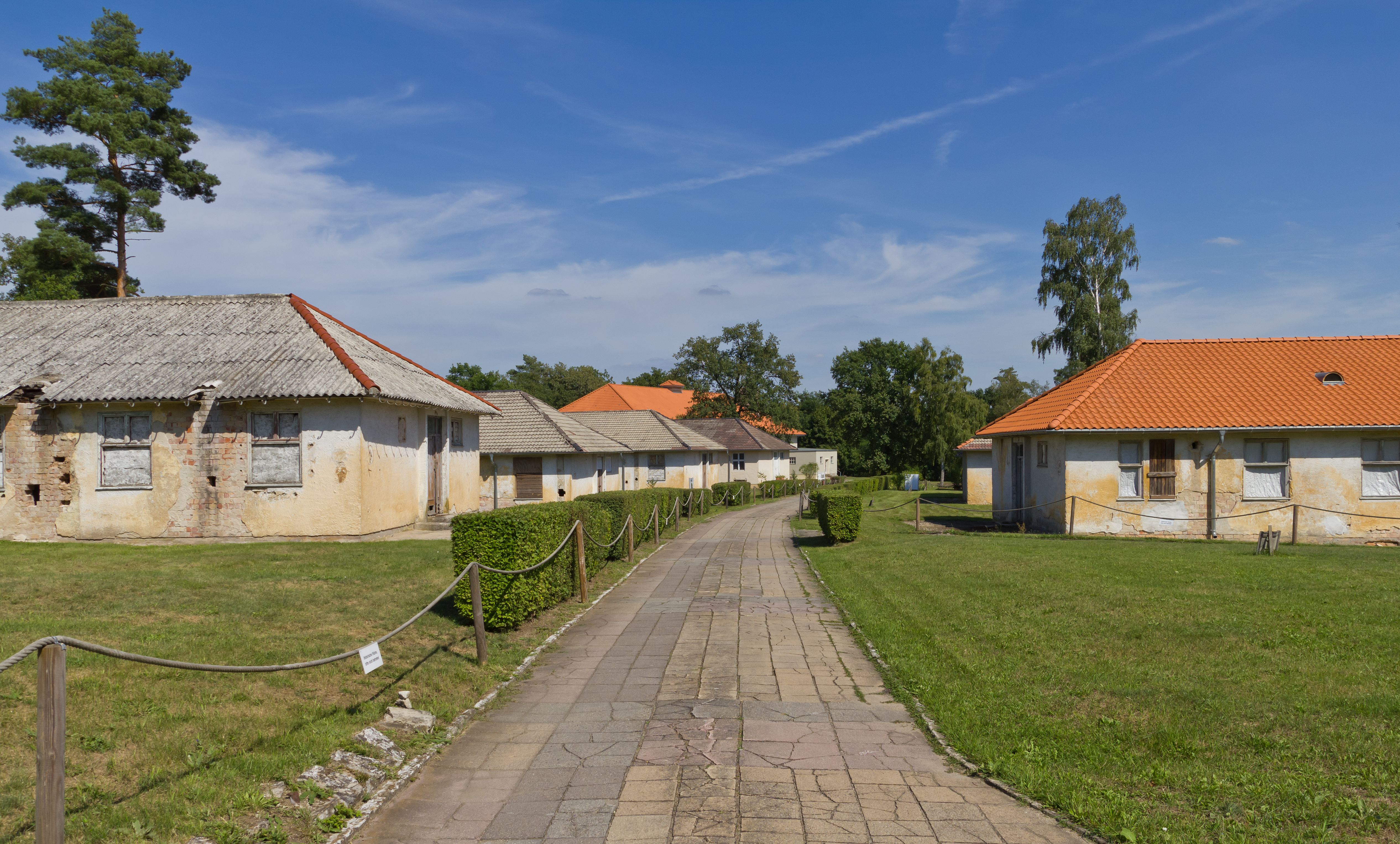
L'ancien village olympique.

À partir de 1934 le village olympique des Jeux olympiques d'été de 1936 à Berlin a été construit sur le terrain contigu à l'est d'Elstal. Ce complexe de bâtiments, qui est maintenant en grande partie conservé comme une ruine, était à l'origine situé dans le territoire de la commune voisine de Dallgow-Döberitz. Au cours d'une  réforme territoriale des années 1990 il était placé sous l'administration d'Elstal (malgré les protestations du conseil municipal de Dallgow) ; et il fut incorporé dans la commune de Wustermark en 2002.
Le site avec toutes les propriétés est la propriété de la fondation Deutsche Kreditbank, qui s'efforce de préserver et d'utiliser ce site. Ces dernières années, notamment, la maison dans laquelle Jesse Owens vécut pendant les jeux est reconstruite.

## Transports
Wustermark se trouve sur la Bundesstraße 5. La Bundesautobahn 10 passe sur le territoire de la commune.
La gare se trouve au carrefour de la ligne de Berlin à Lehrte, l'actuelle LGV Hanovre - Berlin, et de la ligne de la grande ceinture de Berlin. Elle est desservie par les trains Regional-Express et Regionalbahn.
Le canal Havel traverse le territoire communal en direction nord-sud.

## Personnalités liées à la commune
- Ernst Christoph Bindemann (1766–1845), poète
- Friedrich Dominik (1829–1891), vétérinaire militaire
- August von Hobe (1791–1867), officier militaire
- Jutta Lau (née en 1955), rameuse

## Source
- (de) Cet article est partiellement ou en totalité issu de l’article de Wikipédia en allemand intitulé « Wustermark » (voir la liste des auteurs).